# Крумвиш
Крумвиш (нем. Krummwisch) — община в Германии, в земле Шлезвиг-Гольштейн. 
Входит в состав района Рендсбург-Экернфёрде. Подчиняется управлению Ахтервер.  Население составляет 695 человек (на 31 декабря 2010 года). Занимает площадь 13,91 км².